# Colleretto Giacosa
Colleretto Giacosa – miejscowość i gmina we Włoszech, w regionie Piemont, w prowincji Turyn.
Według danych na rok 2004 gminę zamieszkiwało 627 osób, 156,8 os./km².